# 圆叶报春
圆叶报春（学名：Primula vaginata sp. eucyclia）为报春花科报春花属下的一个亚种。

## 扩展阅读
- 維基物種上的相關：圆叶报春